# Mormolyca lehmanii
Mormolyca lehmanii là một loài thực vật có hoa trong họ Lan. Loài này được (Rolfe) M.A.Blanco mô tả khoa học đầu tiên năm 2007.